# Maadhoo (Kaafu-atol)
Maadhoo is een van de onbewoonde eilanden van het Kaafu-atol behorende tot de Maldiven.